# تسوالین ماوه
تسوالین ماوه (به لهستانی:  Cwaliny Małe) یک روستا در لهستان است که در گمینا ماو پووتسک واقع شده‌است. تسوالین ماوه ۶۶ نفر جمعیت دارد.